# Ibn al-Khattab
Thamir Saleh Abdullah (en árabe: ثامر صالح عبد الله‎: ثامر صالح عبد الله ‎;         14 de abril de 1959–20 de marzo de 2002), más conocido como Ibn al-Khattab o Emir Khattab (también transliterado como Amir Khattab y Ameer Khattab), que significa Comandante Khattab, o Líder Khattab, y también conocido como Habib Abdul Rahman, nació en Arabia Saudí. Fue un conocido mercenario, terrorista y líder de las fuerzas fundamentalistas wahabíes invasoras en las Guerras Chechenas.
Los orígenes e identidad real de Al-Khattab fueron un misterio hasta después de su muerte, cuando su hermano dio una entrevista en la prensa.Al-Khattab murió el 20 de marzo de 2002 tras exponerse a una carta envenenada entregada por un mensajero que había sido reclutado por el Servicio Federal de Seguridad de Rusia.

## Biografía
Nació en la ciudad de Arar, en Arabia Saudí. Se unió a los muyahidines y participó en la guerra de Afganistán, siendo conocido como saudí de «origen circasiano». 

### Asia Central y los Balcanes
Con dieciocho años Al-Khattab dejó Arabia Saudí para participar en la lucha contra la Unión Soviética durante la primera guerra de Afganistán. Durante ese tiempo, se le incapacitó permanentemente la mano derecha, cuando perdió varios dedos de ella después de un accidente con una bomba improvisada.
Mientras lideraba una llamada «Brigada Internacional Islámica», Al-Khattab admitió públicamente que pasó el periodo entre 1989 y 1994 en Afganistán y que conoció a Osama bin Laden. En marzo de 1994 Al-Khattab se marcha de Afganistán y viaja al campo de entrenamiento en la Provincia de Jost. Regresó con el primer grupo de militantes chechenos en mayo de ese mismo año. Al-Khattab recibió entrenamiento en Afganistán y tuvo vínculos cercanos con Al-Qaeda. Cientos de chechenos fueron entrenados en los campos de entrenamientos de Al-Qaeda en Afganistán.
Fuentes armenias afirman que en 1992 fue uno de los muchos voluntarios chechenos que ayudaron a Azerbaiyán en la región asediada de Alto Karabaj, donde supuestamente Ibn al-Khattab conoció a Shamil Basáyev. Sin embargo, el Ministerio de Defensa de Bakú negó cualquier implicación de Al-Khattab en la Guerra de Alto Karabaj.
Entre 1993 y 1995 Al-Khattab fue a luchar junto a la oposición islámica en la Guerra Civil Tayika. Antes de abandonar Tayikistán en 1994, Khattab le regaló a Abdulkareem Khadr (líder de la insurgencia islamista tayika) su propio conejo mascota, el cual fue nombrado inmediatamente «Khattab».
En una entrevista, Al-Khattab mencionó una vez que también participó en la guerra de Bosnia. El fragmento de esta entrevista en que hace esta declaración puede ser encontrada en el documental de 2004 de la BBC titulado «El Olor del Paraíso» aunque no especifica qué hizo exactamente o la duración de su presencia en los Balcanes.

### Primera guerra chechena
Según su hermano, Al-Khattab tuvo noticias por primera vez del conflicto checheno en un canal televisivo de Afganistán en 1995. Aquel mismo año llegó a Chechenia, haciéndose pasar por un periodista de televisión. Se le atribuye haber sido uno de los pioneros en la producción de imágenes en vídeo de las operaciones de los rebeldes chechenos en combate, con la ayuda de una constante captación de fondos, todo esto con el objeto de desmoralizar al enemigo.
Durante la primera guerra chechena, Al-Khattab combatió contra el Ejército ruso y actuó como intermediario financiero entre fuentes de financiación islámicas del extranjero y combatientes locales. Para ayudar a asegurar la financiación y extender el mensaje de la guerrilla separatista, él era acompañado casi siempre con al menos un camarógrafo.
Sus unidades estuvieron organizando varias emboscadas, con el objeto de tratar de devastar los batallones rusos que luchaban en las montañas de la región. Su primer acto de combate, fue en octubre de 1995, cuando embosco un convoy ruso, ocasión en que mato supuestamente, a 47 soldados. Al-Khattab obtuvo una gran notoriedad en Rusia, pues en abril de 1996, tras emboscar a una patrulla blindada en un estrecho desfiladero en la zona de Yaryshmardy, cerca de Shatoy, acción en la que se dice, llegó a matar hasta cien soldados y destruyó al menos, una docenas de vehículos de combate rusos.
En el curso de la guerra Shamil Basáyev fue su aliado más cercano y amigo personal. También se asoció con Zelimján Yandarbíyev, quien dio a Al-Khattab dos de las condecoraciones militares más importantes de la República Chechena de Ichkeria: la Orden del Honor y la Medalla al Soldado Valiente. Asimismo, le ascendió al rango de general del Ejército de la autoproclamada república.
Un alto comandante de la República Chechena de Ichkeria, llamado Izmailov, dijo frente a la prensa cómo Al-Khattab instó a la restricción, citando el Corán, cuándo al final de la guerra los separatistas chechenos intentaron fusilar a aquellos considerados «traidores».

### Chechenia
Tras el final de la guerra Al-Khattab, entonces buscado por la Interpol a petición de Rusia, se convirtió en un prominente señor de la guerra y comandó a los muyahidines en Chechenia, que resultaron ser su propio ejército privado compuesto de árabes, turcomanos y otros combatientes extranjeros ques estaban en Chechenia para participar en la guerra. Instaló una red de campamentos paramilitares en las partes montañosas de Chechenia donde entrenó no solo a chechenos, sino también a musulmanes de otras zonas del Cáucaso y de Asia Central.
El 22 de diciembre de 1997, un año después del Tratado de Khasav-Yurt y del fin de la primera guerra chechena, los muyahidines de Al-Khattab y un grupo de rebeldes del Daguestán atacaron la base de la 136.ª Brigada Blindada de la 58.ª División del Ejército ruso en Buinaksk.

### Guerra de Daguestán
En 1998, junto con Shamil Basáyev, creó la Brigada Internacional Islámica para la Paz (IIPB). De agosto a septiembre de 1999  dirigió las incursiones de la IIPB a Daguestán, en las cuales se dio muerte a cientos de personas y provocó el desencadenamiento de la segunda guerra chechena.

### Atentados en Rusia en 1999
El Servicio Federal de Seguridad de Rusia (FSB) nombró tras varias investigaciones a Al-Khattab como el cerebro detrás de los atentados terroristas a edificios rusos ocurridos en septiembre de 1999. Sin embargo, el 14 de septiembre de 1999 Al-Khattab declaró a través de un Interfax de una agencia noticiosa en Grozni que no tuvo nada que ver con las explosiones de Moscú; además citó un refrán: «no nos gustaría ser semejantes a quienes matan civiles durmiendo con bombas y proyectiles».
La credibilidad de las acusaciones del FSB fueron cuestionadas por la Universidad Johns Hopkins, el académico del Instituto Hoover David Satter, quien afirmó que los atentados fueron de bandera falsa por el FSB para legitimar la reanudación de las actividades militares en Chechenia.
Otros investigadores como Gordon Bennett, Vlad Sobell, Peter Reddaway o Richard Sakwa han criticado estas afirmaciones, describiéndoles como teorías conspirativas y señalando fuera, entre otras cosas, que los que proponen estas teorías «tienen poca evidencia para defenderse».
Según Paul J. Murphy, uno de los ex-oficiales contrarreformistas de EE. UU., la evidencia para la involucración de Al-Khattab en los ataques es clara.

### Segunda guerra chechena
Durante el curso de la segunda guerra chechena, Al-Khattab participó principalmente en su milicia contra las fuerzas rusas en Chechenia, así como liderando la afluencia de dinero y de combatientes extranjeros, y —según los oficiales rusos— también planeó hacer atacar Rusia.
Dirigió y comandó varios ataques devastadores, como la batalla por la cota 776, cuando asesinaron a 84 tropas aerotrasportadas rusas, y el ataque del convoy del OMON cerca de Zhani-Vedeno, en el que asesinaron a 52 tropas del Ministerio del Interior de Rusia.

### Muerte y legado
Se informó falsamente que Al-Khattab murió cautivo en la prisión de Guantánamo. Omar Mohammed Ali Al Rammah afrontó ante las acusaciones que Khattab fue asesinado en una emboscada en Duisi, un pueblo en el valle de la garganta de Pankisi de Georgia, el 28 de abril de 2002.
Al-Khattab, sin embargo, fue asesinado en la noche del 20 de marzo de 2002, cuando un mensajero daguestaní contratado por el FSB entregó al líder muyahidín una carta envenenada. Las fuentes chechenas dijeron que la letra estaba cubierta con «un agente nervioso de acción rápida, posiblemente sarin o un derivado de este».  El mensajero, un agente doble daguestaní conocido como Ibragim Alauri, fue captado por el FSB en su rutinaria misión de mensajería. Al-Khattab recibiría cartas de su madre, quien vivía en Arabia Saudí, y el FSB vio la oportunidad para eliminar a Al-Khattab. Se informó que la operación para reclutar y convencer a Ibragim Alauri para que trabajara para el FSB y así entregara la carta envenenada tomó unos seis meses de preparación. Alauri, según se dice, posteriormente fue localizado y asesinado por los rebeldes en Bakú, la capital Azerbaiyán, operación que estuvo bajo las órdenes del comandante separatista Shamil Basáyev. Ibn Al-Khattab fue sucedido por el «emir» Abu al-Walid.
«Khattabka» (хаттабка) es en la actualidad un término usado tanto en Chechenia como en el resto de Rusia para referirse para una granada de mano de fabricación casera.